# Tramea limbata
Tramea limbata är en trollsländeart som först beskrevs av Desjardins 1835.  Tramea limbata ingår i släktet Tramea och familjen segeltrollsländor. IUCN kategoriserar arten globalt som livskraftig. Inga underarter finns listade i Catalogue of Life.

## Bildgalleri

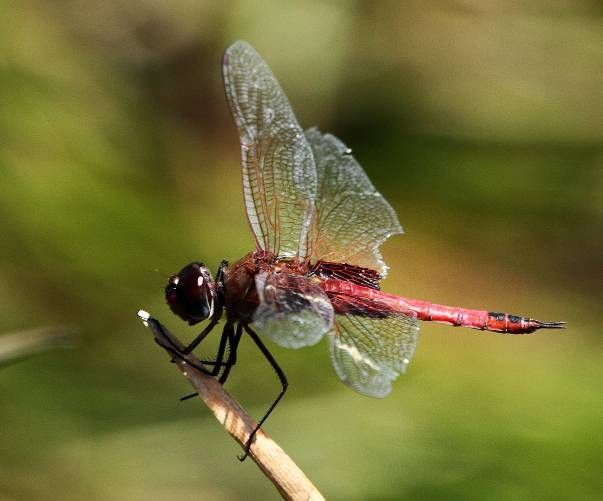
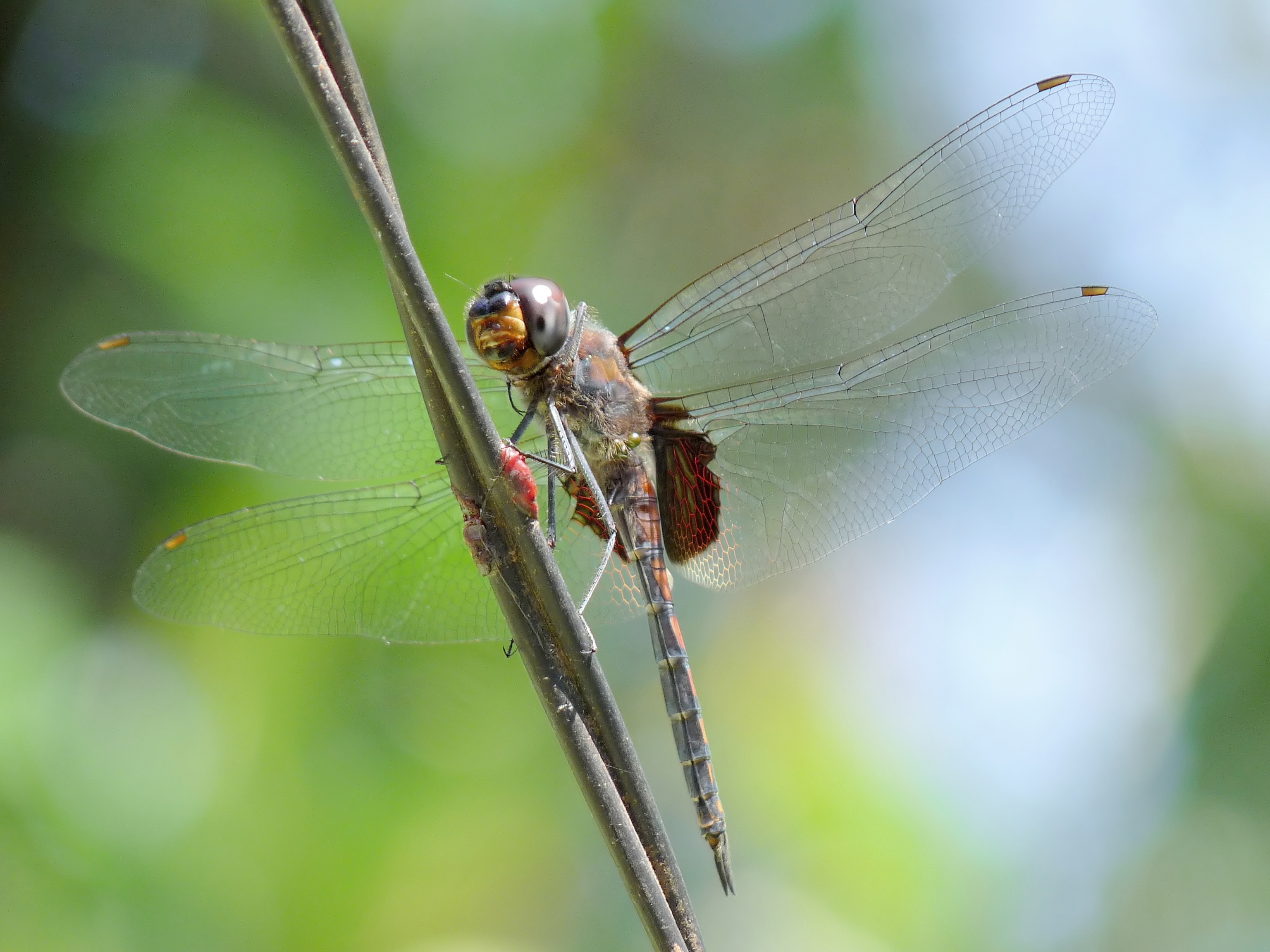
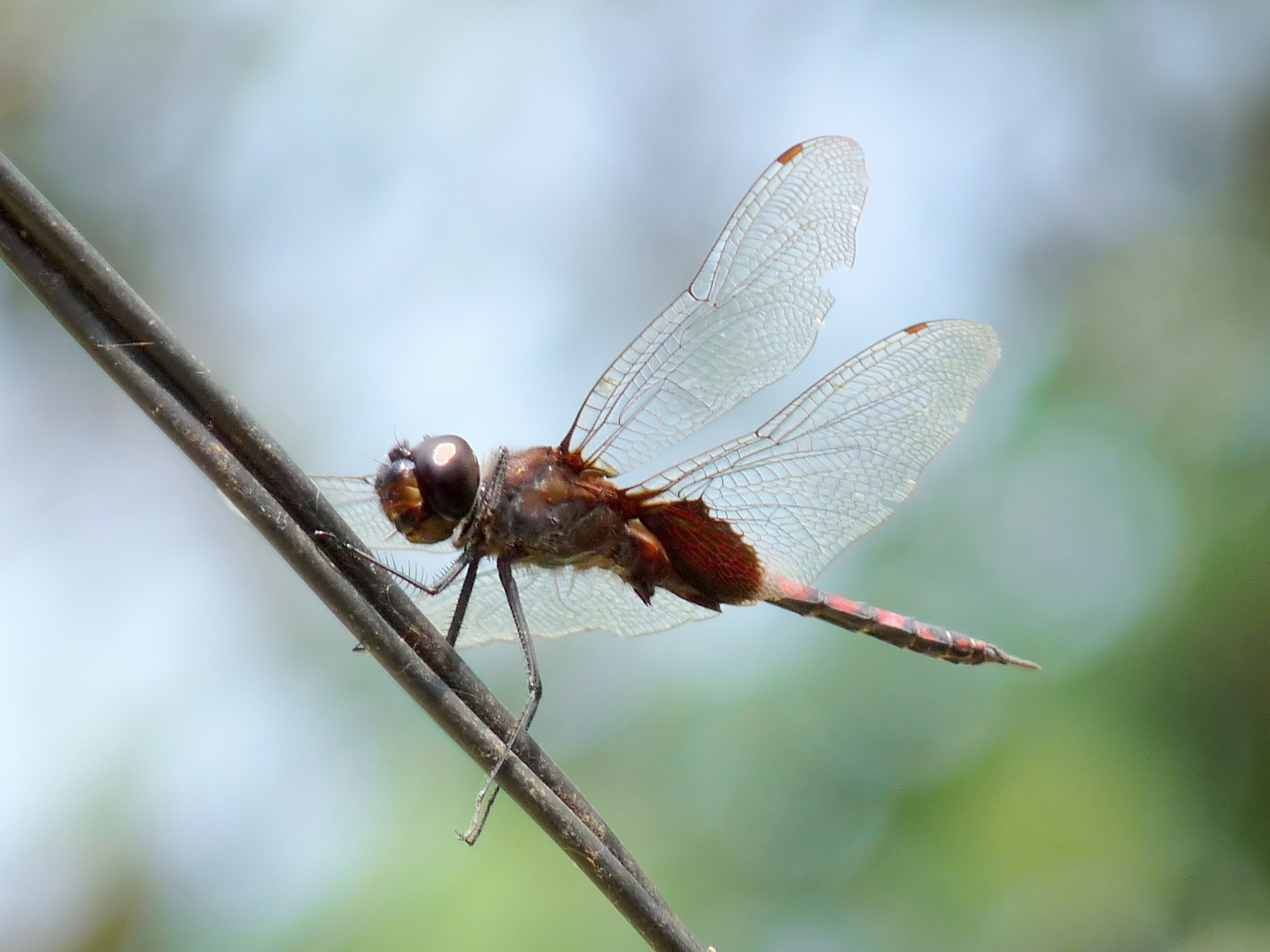
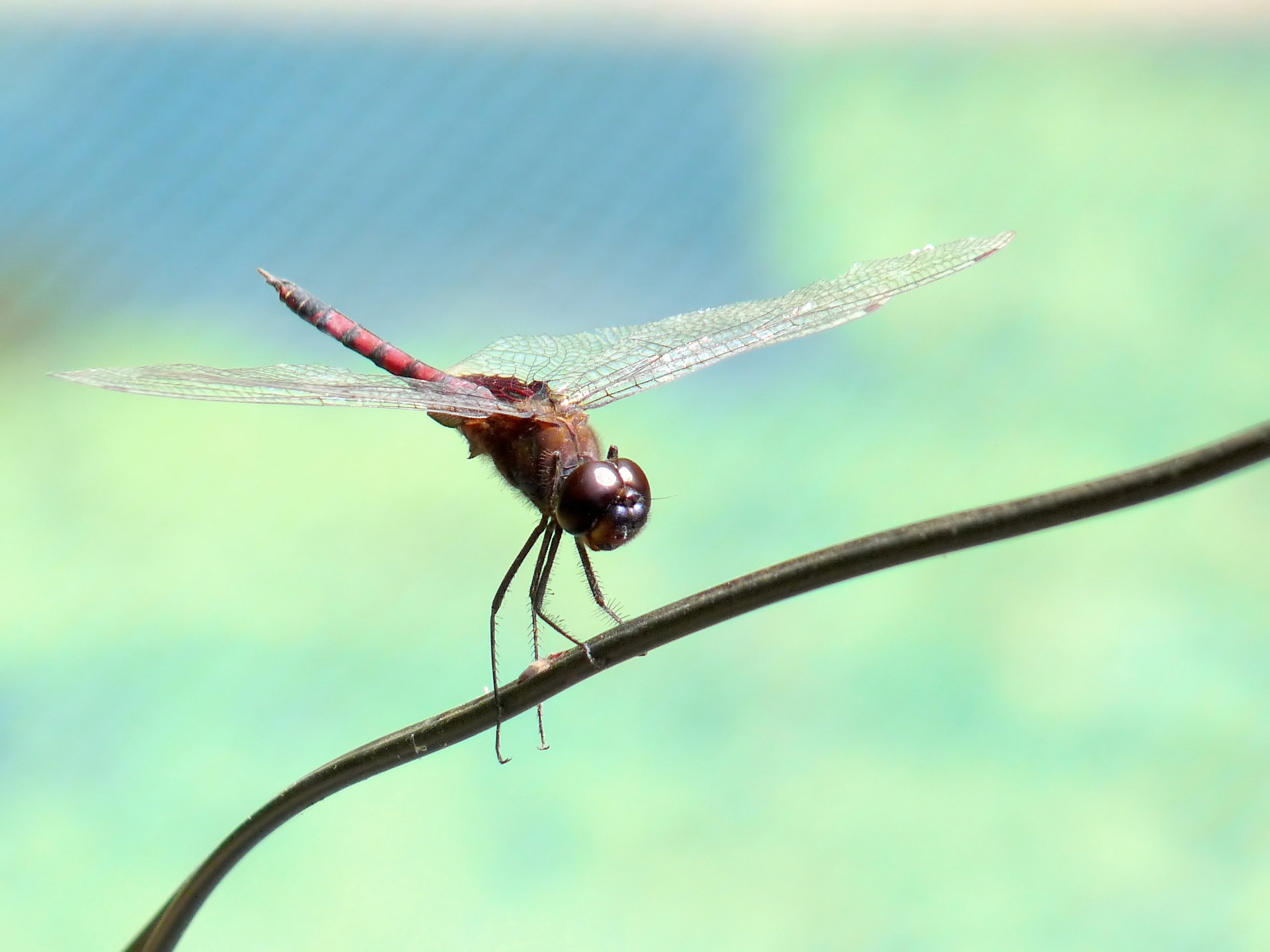
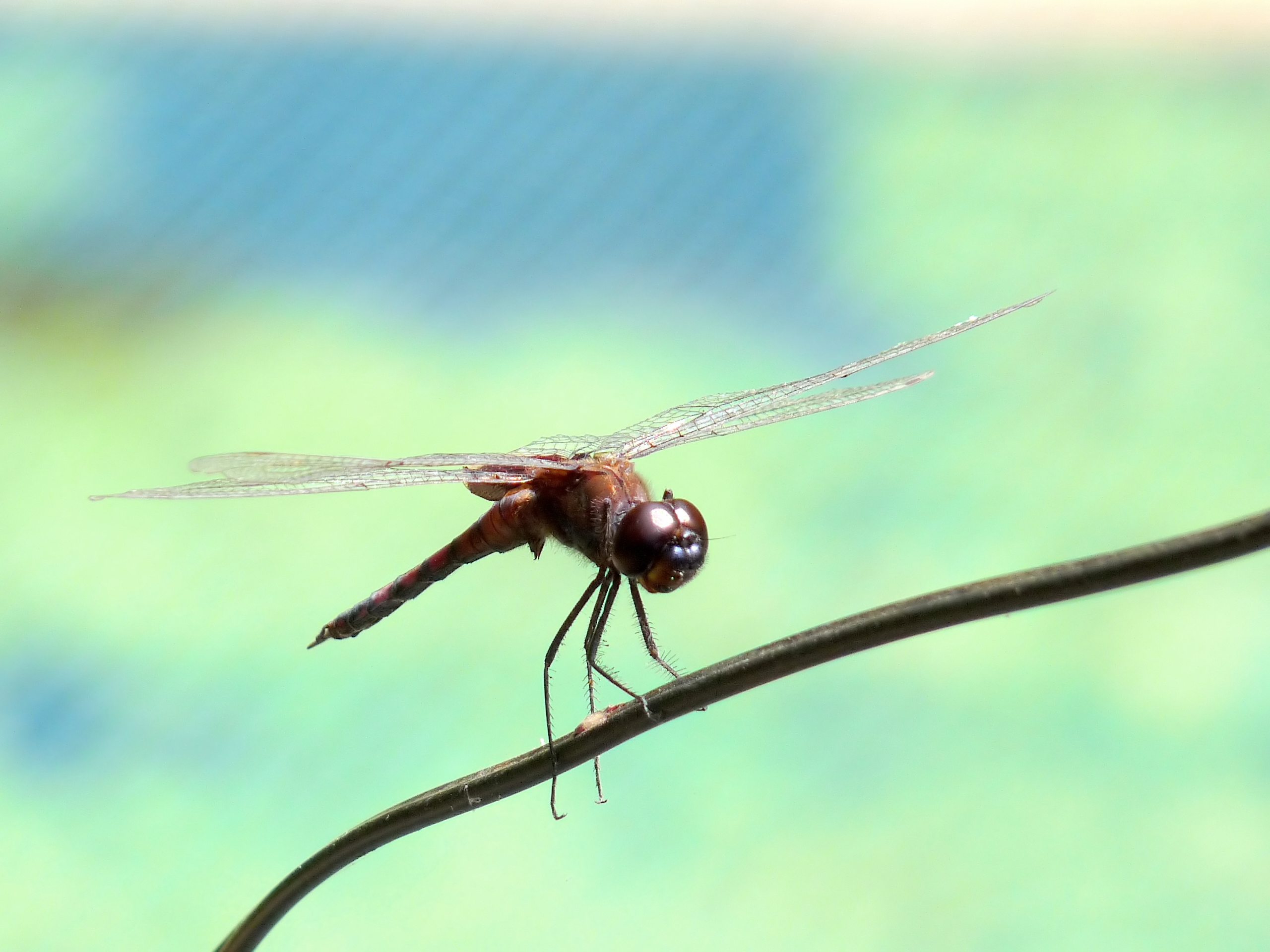